# William C. Mellor
Pour les articles homonymes, voir Mellor.
William C. Mellor (parfois crédité William Mellor), A.S.C., né le 29 juin 1903 au Missouri (lieu indéterminé, États-Unis), décédé le 30 avril 1963 à Los Angeles (Californie, États-Unis), est un directeur de la photographie américain.

## Biographie
William C. Mellor débute comme cadreur en 1932 et, à ce titre, participe entre autres à trois films de Cecil B. DeMille, dont Cléopâtre (avec Claudette Colbert dans le rôle-titre), sorti en 1934. Cette année-là, il collabore à un premier film comme chef opérateur. Il meurt brutalement d'une crise cardiaque en 1963, au cours du tournage de La Plus Grande Histoire jamais contée (avec Max von Sydow), sorti près de deux ans après sa mort, en 1965.
Il contribue en tout à quatre-vingt-six films américains (notamment des westerns) comme directeur de la photographie, dont plusieurs réalisations d'Anthony Mann (ex. : L'Appât en 1953, avec Janet Leigh et James Stewart), de George Stevens (ex. : Géant en 1956, avec Elizabeth Taylor, Rock Hudson et James Dean), ou encore de William A. Wellman (ex. : Au-delà du Missouri en 1951, avec Clark Gable).
Pour la télévision, William C. Mellor est chef opérateur d'un téléfilm (diffusé en 1954) et d'une série (dix-huit épisodes, diffusés de 1952 à 1955).
Au cours de sa carrière, il obtient quatre nominations à l'Oscar de la meilleure photographie, dont deux gagnés (voir la rubrique "Distinctions" ci-dessous).

## Filmographie partielle

### Comme cadreur
- 1932 : Une heure près de toi (One Hour with You) d'Ernst Lubitsch et George Cukor
- 1932 : La Belle Nuit (This Is the Night) de Frank Tuttle
- 1933 : Paquebot de luxe (en) (Luxuary Liner) de Lothar Mendes
- 1933 : La Loi de Lynch (This Day and Age) de Cecil B. DeMille
- 1934 : Cléopâtre (Cleopatra) de Cecil B. DeMille
- 1935 : Les Croisades (The Crusades) de Cecil B. DeMille

### Comme directeur de la photographie
- 1934 : Elmer and Elsie (en) de Gilbert Pratt
- 1935 : Caprice de femmes (Enter Madame) d'Elliott Nugent
- 1935 : Les Ailes dans l'ombre (Wings in the Dark) de James Flood
- 1935 : L'Infernale Poursuite (Car 99) de Charles Barton
- 1935 : L'Emprise du passé (Without Regret) d'Harold Young
- 1936 : Collegiate de Ralph Murphy
- 1937 : Place aux jeunes ou Au crépuscule de la vie (Make Way for Tomorrow) de Leo McCarey
- 1937 : Champagne valse (Champagne Waltz) d'A. Edward Sutherland
- 1937 : Romance burlesque (Thrill of a Lifetime) de George Archainbaud
- 1938 : La Faute d'un père (Ride a Crooked Mile) d'Alfred E. Green
- 1938 : Le Paradis volé (en) (Stolen Heaven) d'Andrew L. Stone
- 1939 : Chirurgiens (Disputed Passage) de Frank Borzage
- 1939 : Hôtel impérial (en) (Hotel Imperial) de Robert Florey
- 1940 : Typhon (Typhoon) de Louis King
- 1940 : Gouverneur malgré lui (The Great McGinty) de Preston Sturges
- 1940 : En route vers Singapour (Road to Singapore) de Victor Schertzinger
- 1940 : Nuits birmanes (Man Over Burma) de Louis King
- 1941 : Las Vegas Nights de Ralph Murphy
- 1941 : Le Tombeur du Michigan (Reaching for the Sun)
- 1942 : Mabok, l'éléphant du diable (Beyond the Blue Horizon) d'Alfred Santell
- 1942 : Le commando frappe à l'aube (Commandos Strike at Dawn) de John Farrow
- 1942 : La Blonde de mes rêves (My Favorite Blonde) de Sidney Lanfield
- 1942 : En route vers le Maroc (Road to Marocco) de David Butler
- 1942 : La Sentinelle du Pacifique (Wake Island) de John Farrow
- 1942 : L'Inspiratrice (The Great Man's Lady) de William A. Wellman
- 1942 : L'escadre est au port (The Fleet's In) de Victor Schertzinger
- 1943 : Dixie d'A. Edward Sutherland
- 1947 : Ils étaient quatre frères (Blaze of Noon) de John Farrow
- 1948 : Texas, Brooklyn & Heaven de William Castle
- 1949 : La Tigresse (Too Late for Tears) de Byron Haskin
- 1950 : La Voix que vous allez entendre (The Next Voice You Hear...) de William A. Wellman
- 1950 : La Pêche au trésor (Love Happy) de David Miller et Leo McCarey
- 1951 : Au-delà du Missouri (Across the Wide Missouri) de William A. Wellman
- 1951 : Trois Troupiers (Soldiers Three) de Tay Garnett
- 1951 : It's a Big Country, film à sketches de Clarence Brown & al.
- 1951 : Convoi de femmes (Westward the Women) de William A. Wellman
- 1951 : Une place au soleil (A Place in the Sun) de George Stevens
- 1951 : Le Droit de tuer (The Unknown Man), de Richard Thorpe
- 1951 : Big Leaguer de Robert Aldrich
- 1952 : L'Homme à la carabine (Carbine Williams) de Richard Thorpe
- 1952 : Des jupons à l'horizon (Skirt Ahoy !) de Sidney Lanfield
- 1952 : My Man and I de William A. Wellman
- 1953 : L'Appât (The Naked Spur) d'Anthony Mann
- 1953 : Casanova Junior (The Affairs of Dobie Gillis) de Don Weis
- 1954 : Donnez-lui une chance (Give a Girl a Break) de Stanley Donen
- 1955 : La Charge des tuniques bleues (The Last Frontier) d'Anthony Mann
- 1955 : Un homme est passé (Bad Day at Black Rock) de John Sturges
- 1956 : Géant (Giant) de George Stevens
- 1956 : Johnny Concho de Don McGuire
- 1956 : Les Échappés du néant (Back from Eternity) de John Farrow
- 1957 : Ariane (Love in the Afternoon) de Billy Wilder
- 1957 : Les Plaisirs de l'enfer (Peyton Place) de Mark Robson
- 1959 : Le Journal d'Anne Frank (The Diary of Anne Frank) de George Stevens
- 1959 : Le Génie du mal (Compulsion) de Richard Fleischer
- 1959 : La Ferme des hommes brûlés (Woman Obsessed) d'Henry Hathaway
- 1959 : Rien n'est trop beau (The Best of Everything) de Jean Negulesco
- 1960 : Drame dans un miroir (Crack in the Mirror) de Richard Fleischer
- 1961 : Amour sauvage (Wild in the Country) de Philip Dunne
- 1961 : Le Grand Risque (The Big Gamble) de Richard Fleischer
- 1962 : La Foire aux illusions (State Fair) de José Ferrer
- 1962 : M. Hobbs prend des vacances (Mr. Hobbs takes a Vacation) d'Henry Koster
- 1965 : La Plus Grande Histoire jamais contée (The Greatest Story Ever Told) de George Stevens, David Lean et Jean Negulesco

## Distinctions

### Récompenses
- Oscar de la meilleure photographie :
  - En 1952, catégorie noir et blanc, pour Une place au soleil ;
  - Et en 1960, catégorie noir et blanc, pour Le Journal d'Anne Frank.

### Nominations
- Oscar de la meilleure photographie :
  - En 1958, pour Les Plaisirs de l'enfer ;
  - Et en 1966, catégorie couleur, pour La Plus Grande Histoire jamais contée (à titre posthume).